# Bibliothekssigel
Ein Bibliothekssigel ist ein eindeutiger Identifikator für Bibliotheken und verwandte Einrichtungen (z. B. Archive und Museen). Die Sigel werden in vielen Ländern von zentralen Stellen vergeben und vor allem in Verbundkatalogen, bei der Fernleihe und zum Datenaustausch verwendet. Das internationale System für Bibliothekssigel bildet seit 2003 der International Standard Identifier for Libraries and Related Organisations (ISIL) gemäß ISO 15511.

## Verwendung
ISIL und Bibliothekssigel werden zunehmend als primäre Identifikatoren für Bibliotheken und verwandte Einrichtungen eingesetzt. Dabei wird langfristig angestrebt, auf Sigel zu verzichten und stattdessen nur noch ISIL zu verwenden. ISIL dienen unter anderem als MARC Organisationencodes zur Identifizierung von Einrichtungen, die direkt oder indirekt als Lieferanten von MARC-Daten tätig werden. Die Deutsche ISIL-Agentur ist damit zugleich Vergabestelle für diese Codes in Deutschland. Neben der eindeutigen Vergabe im internationalen Kontext sind ISIL auch besser für den Gebrauch als Kennzeichen in Internetanwendungen und anderen Softwaresystemen geeignet. Beispielsweise verwendet die ekz Reutlingen ISIL als Kennzeichen für die Datencodierung auf RFID-Chips. Um ISIL auch als Identifier im Rahmen des Semantic Web verwenden zu können, wurde der Namensraum info:isil beantragt, so dass jedes ISIL gleichzeitig als Uniform Resource Identifier (URI) formuliert werden kann.

## Geschichte

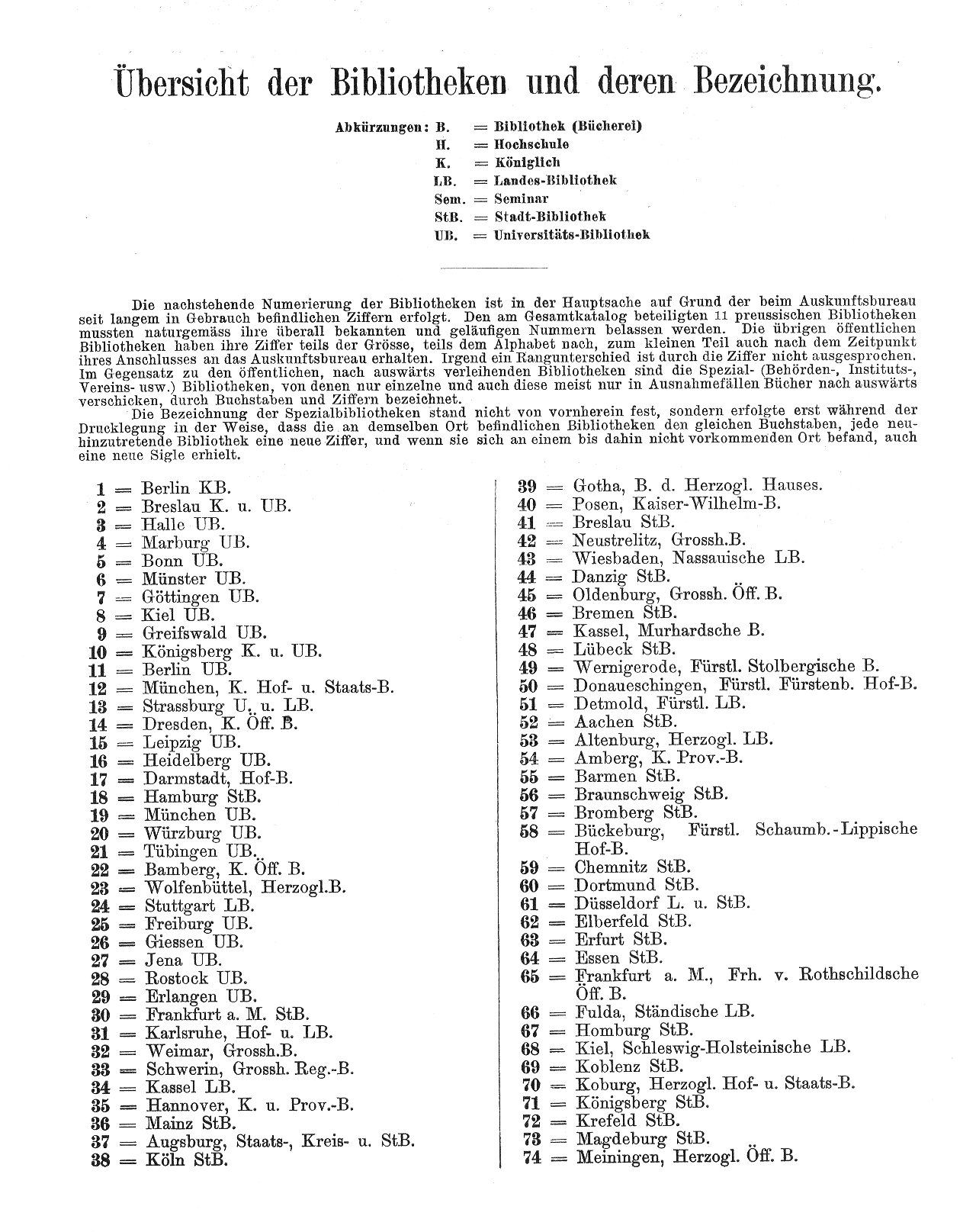
Index zur Auflösung von Besitzkürzeln von 1914

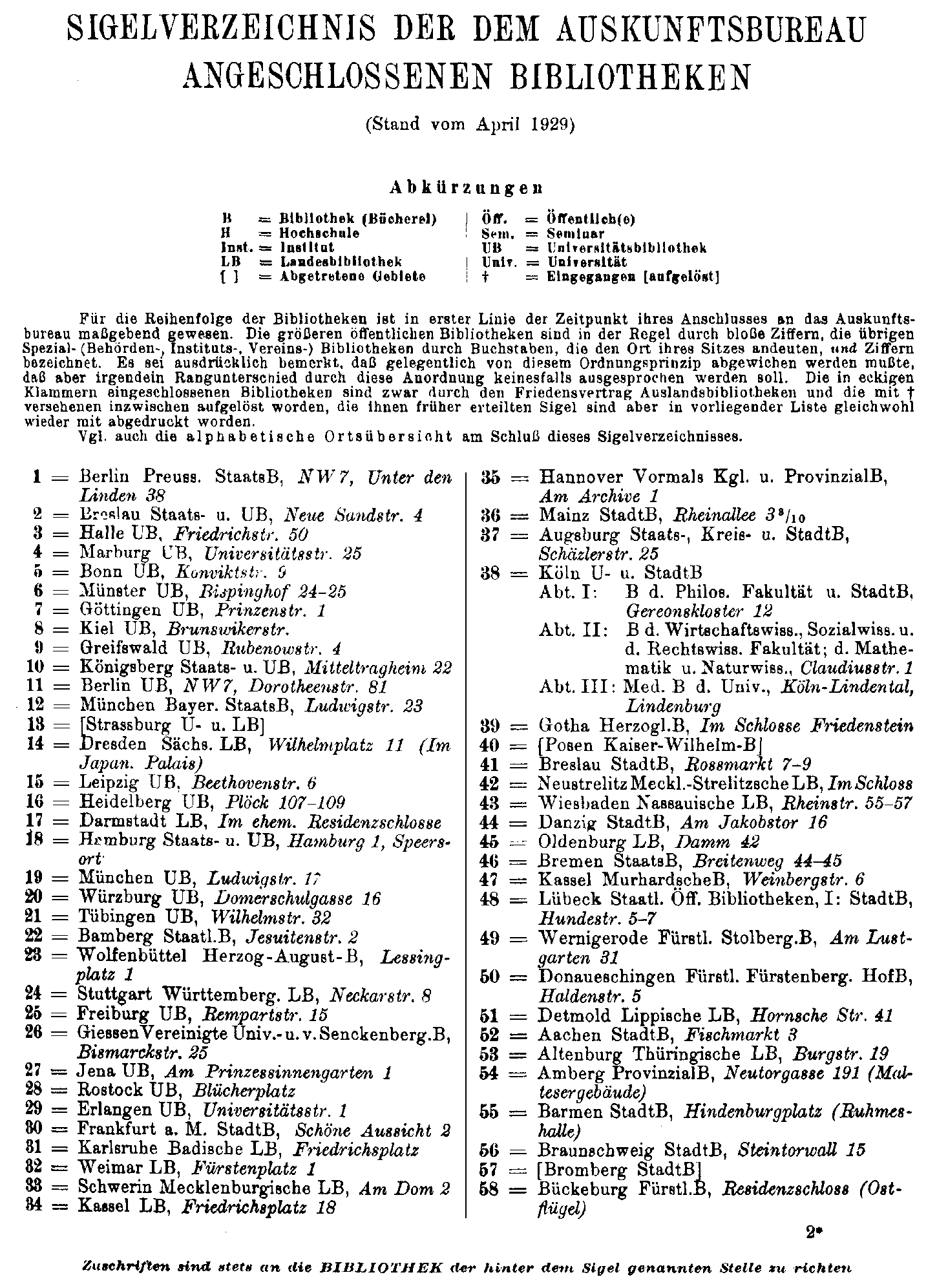
Erstes Sigelverzeichnis mit Adressen von 1929

Ursprünglich wurden Bibliothekssigel Anfang des 20. Jahrhunderts im Rahmen der Arbeit zum Preußischen Gesamtkatalog („System Althoff“) vergeben. Das System wurde unter der Ägide des „Auskunftsbüros der Deutschen Bibliotheken“ an der damals Königlichen Bibliothek, später Preußischen Staatsbibliothek verwaltet und für den Leihverkehr und Gesamtzeitschriftenverzeichnisse weiterentwickelt.
Im Jahre 2003 wurde als internationale Norm ISO 15511 das ISIL-System verabschiedet. ISIL steht für „International Standard Identifier for Libraries and Related Organizations“ („Internationale Standard-Kennzeichnung für Bibliotheken und verwandte Einrichtungen“). ISIL als international eindeutige Kennungen sollen grenzüberschreitende bibliothekarische Dienstleistungen und den Datenaustausch vereinfachen. Alle bestehenden Bibliothekssigel werden auf neue ISIL abgebildet.

## Vergabe
In Deutschland vergibt die Deutsche ISIL-Agentur an der Staatsbibliothek zu Berlin ISIL für Gedächtniseinrichtungen in Deutschland. Neben dem ISIL-Verzeichnis online gab sie bis 2009 alle zwei Jahre ein gedrucktes Sigelverzeichnis heraus. Die ISIL-Vergabe für die Schweiz übernimmt das nationale ISIL-Zentrum der Schweizerischen Nationalbibliothek. In Österreich wird die Umstellung der Normen A 2657 und A 2656, nach denen Bibliothekssigel („ÖZDB-Sigel“) und Maschinenlesbare Kennung („BIK“) vergeben werden, auf ISIL vom Österreichischen Bibliothekenverbund durchgeführt. Die ISIL-Agenturen der einzelnen Länder sind bei der ISIL Registration Authority registriert, die ihren Sitz an der Danish Agency for Libraries and Media in Kopenhagen hat. Zusätzlich zu den nationalen ISIL-Agenturen gibt es derzeit drei Agenturen, die unabhängig von nationaler Zugehörigkeit ISIL vergeben können: OCLC betreibt mit WorldCat Registry ein eigenes internationales Bibliotheksverzeichnis und bindet seine Identifier mit dem Präfix OCLC in das ISIL-System ein. Die Zeitschriftendatenbank vergibt ISIL mit dem Präfix ZDB für virtuelle Sammlungen von elektronischen Publikationen (auch „Produktsigel“ genannt), unter anderem im Rahmen der Nationallizenzen und für an der ZDB teilnehmende ausländische Bibliotheken, für die bisher kein nationales ISIL vergeben ist. Die Library of Congress kann mit dem Präfix M ebenfalls ISIL für Bibliotheken außerhalb der USA vergeben.

## Struktur

### ISIL
Ein ISIL besteht gemäß ISO 15511 aus drei Teilen:
1. Einem Länderpräfix nach ISO 3166-1 bestehend aus zwei Buchstaben oder einem Nicht-Länderpräfix bestehend aus 1, 3 oder 4 Buchstaben. Als Zeichen sind ausschließlich A bis Z erlaubt. Die Präfixe werden von der ISIL Registration Authority den lokalen ISIL-Agenturen zugewiesen.
2. Einem Bindestrich-Minus (-, ASCII-Code 45)
3. Dem lokalen Institutionenkennzeichen, vergeben von der jeweiligen ISIL-Agentur. Als Zeichen sind die Buchstaben A bis Z und a bis z, die Ziffern 0 bis 9 sowie die Sonderzeichen Bindestrich-Minus (-), Schrägstrich (/, ASCII-Code 47) und Doppelpunkt (:, ASCII-Code 58) erlaubt. Die Bibliothekskennung darf höchstens 11 Zeichen umfassen.

Die Gesamtlänge eines ISIL ist auf 16 Zeichen begrenzt. ISIL-Agenturen können für ihren Namensraum die möglichen Zeichen weiter einschränken oder eine Unterstruktur vorgeben, so dass bereits bestehende Sigelsysteme teilweise übernommen werden können. Sofern die Unterstruktur eine geographische Gliederung widerspiegelt, empfiehlt der Standard, auf Codes aus ISO 3166-2 zurückzugreifen. Die Verwendung von Groß- und Kleinschreibung im Bibliothekskennzeichen ist den ISIL-Agenturen freigestellt; die vergebenen Kennungen müssen allerdings auch ohne diese Unterscheidung eindeutig sein. Zur Repräsentation eines ISIL als Uniform Resource Identifier (URI) wurde der Namensraum isil im Info-URI-Namensraum (RFC 4452) beantragt.
| ISIL (URI)                 | ISIL-Agentur           | Bibliothek                                                        |
| -------------------------- | ---------------------- | ----------------------------------------------------------------- |
| info:isil/DE-1             | Deutschland            | Staatsbibliothek zu Berlin                                        |
| info:isil/DE-Tue120        | Deutschland            | Deutsch-Amerikanisches Institut, Tübingen                         |
| info:isil/DE-7-022         | Deutschland            | Bibliothek des Geographischen Instituts der Universität Göttingen |
| info:isil/DE-mus-6 Ziffern | Deutschland            | Gemeinsames ISIL Kennzeichen der Museen                           |
| info:isil/CH-001025-1      | Schweiz                | Bibliothek der Schweizer Sektion von Amnesty International, Bern  |
| info:isil/AU-TS:RL         | Australien             | CSIRO Forestry and Forest Products, Tasmanien                     |
| info:isil/GB-XY/N-1        | Großbritannien         | British Library Document Supply Centre Wetherby, West Yorkshire   |
| info:isil/OCLC-BRI         | OCLC                   | British Library Document Supply Centre Wetherby, West Yorkshire   |
| info:isil/ZDB-1-OJD        | Zeitschriftendatenbank | Oxford Journals Digital Archive (Nationallizenz)                  |
| info:isil/AT-AKW           | Österreich             | AK Bibliothek Wien für Sozialwissenschaften                       |
| info:isil/AT-KHMW-BIB      | Österreich             | Kunsthistorisches Museum Bibliothek, Wien                         |

### Deutsche Bibliothekssigel
Ausgehend von einer Durchnummerierung der preußischen Bibliotheken entwickelten sich verschiedene Formen von Bibliothekssigeln:
- Zahlensigel bestehen aus Zahlen, die in einigen Fällen durch Anhängebuchstaben zur Kennzeichnung von größeren Abteilungsbibliotheken erweitert wurden.
- Ortssigel bestehen aus einem vorangestellten Ortskürzel aus Buchstaben sowie einer mit Leerzeichen angeschlossenen Zahl. Dahinter sind ebenfalls Kombinationen mit Buchstaben möglich.
- Sigel für Institutsbibliotheken bestehen aus dem Sigel der Hauptbibliothek und davon mittels Schrägstrich abgetrennt einem Kennzeichen der Institutsbibliothek (meist als Zahl). Diese Sigel werden nicht mehr von der Sigelstelle, sondern direkt von der zuständigen Universitäts- oder Hochschulbibliothek vergeben.

Während diese Formen für den bibliothekarischen Alltag ihren Zweck gut erfüllten, ist die Anwendung als Identifikator in Datenbanken problematisch, da die Struktur eines Bibliothekssigels nicht so formal wie die eines ISIL definiert ist und Sonderzeichen wie Leerzeichen, Schrägstrich und Umlaute möglich sind. Zur Abbildung eines Sigels auf ein ISIL gibt es eine Heuristik; zur Sicherheit sollte jedoch besser im ISIL-Verzeichnis nachgeschlagen werden, da in Einzelfällen Abweichungen möglich sind.
| Sigel              | Typ            | Bibliothek                                                                                             |
| ------------------ | -------------- | --- |
| 1                  | Zahlensigel    | Staatsbibliothek zu Berlin                                                                             |
| 5 N                | Zahlensigel    | Universitäts- und Landesbibliothek Bonn, Abteilungsbibliothek Medizin, Naturwissenschaften und Landbau |
| B 451              | Ortssigel      | US-Botschaft, Public Affairs / Information Resource Center                                             |
| Tü 120             | Ortssigel      | Deutsch-Amerikanisches Institut, Tübingen                                                              |
| 7/039              | Institutssigel | Universität Göttingen, Zentrum Chirurgie, Abteilungsbibliothek Allgemeinchirurgie                      |
| Gö 39 a (veraltet) |                | Universität Göttingen, Zentrum Chirurgie, Abteilungsbibliothek Allgemeinchirurgie                      |
| 188/144            | Institutssigel | FU Berlin, Bibliothek des John-F.-Kennedy-Institut für Nordamerikastudien                              |